# شعله (فیلم ۱۹۲۳)
شعله (به آلمانی: Die Flamme) فیلمی آلمانی در سبک درام به کارگردانی ارنست لوبیچ است که در سال ۱۹۲۳ منتشر شد. از بازیگران آن می‌توان به پولا نگری و آلفرد ابل اشاره کرد.